# Феодор (Дридакис)
Епи́скоп Фео́дор Дрида́кис (греч. Επίσκοπος Θεόδωρος Δριδάκης; 1966, деревня Селли, Ретимни, Крит) — епископ Александрийской православной церкви, епископ Вавилонский.

## Биография
Получил среднее образование в Рефимно. Окончил четыре класса Афинского церковного лицея, после чего окончил Высшую церковную школу на Крите и социально-богословское отделение Богословского факультета Афинского университета.
7 августа 1988 года пострижен в монашество, после чего был рукоположен в сан иеродиакона в Монастыре Топлу в Ситии. В течение многих лет был клириком монастыря Топлу, а также служил в Благовещенском храме в Ситии (Иерапитнийская митрополия).
22 июля 2000 года в том же монастыре был рукоположен в сан иеромонаха митрополитом Иерапитнийским и Ситийским Евгением (Политисом). Продолжал служить там же.
25 марта 2002 года в Благовещенском храме в Ситии был возведён в достоинство архимандрита.
В 2002 году уехал на учёбу во Францию, где обучался в Институте прикладных гуманитарных наук при университете Париж IV-Сорбонна и в Парижском Свято-Сергиевском богословском институте. В период обучения во Франции служил в Париже в клире Галльской митрополии Константинопольского Патриархата. Кроме родного греческого освоил английский и французский языки.
Перешёл в клир Александрийской православной церкви и был направлен на служение в Кейптаунскую митрополию, в Дурбан, ЮАР.
В сентябре 2012 года был переведён клир в Патриаршего храма святителя Николая в Каире (Египет), а 10 ноября того же года назначен его настоятелем. Затем был определён настоятелем Константино-Еленинской церкви греческой общины Каира.
В марте 2014 года участвовал в собрании предстоятелей православных церквей, прошедшем в кафедральном Георгиевском на Фанаре в Стамбуле.
23 марта 2014 года, в Крестопоклонную неделю, Патриархом Александрийским Феодором II был возведён в достоинство великого екклисиарха Александрийской Церкви.
В октябре 2015 года на месяц командирован в Касабланку для служения в греческой церкви Благовещения Богородицы.
17 ноября 2016 года по предложению Патриарха Александрийского Феодора II был единогласно избран титулярным епископом Вавилонским, викарием Папы и Патриарха Александрийского, а также патриаршим представителем в Каире.
18 декабря того же года в Никольском храме в Каире состоялась его епископская хиротония, которую совершили: Патриарх Александрийский Феодор II, митрополит Ермопольский Николай (Антониу), митрополит Кисамский и Селинский Амфилохий (Андроникакис) (Константинопольский патриархат), митрополит Мемфисский Никодим (Приангелос), митрополит Пилусийский Нифон (Цаварис), митрополит Иерапитнийский и Ситийский Кирилл (Диамандакис) (Константинопольский патриархат) и митрополит Карфагенский Мелетий (Куманис).
15 февраля 2024 года решением Священного Синода Александрийской православной церкви назначен митрополитом Браззавильским и Габонским.